# Liste der Biografien/Fak
Liste der Biografien |
Portal Biografien |
Personensuche
# |
A |
B |
C |
D |
E |
F |
G |
H |
I |
J |
K |
L |
M |
N |
O |
P |
Q |
R |
S |
T |
U |
V |
W |
X |
Y |
Z |
?
 
Fa |
Fe |
Ff |
Fh |
Fi |
Fj |
Fk |
Fl |
Fm |
Fn |
Fo |
Fr |
Ft |
Fu |
Fy
 
Faa |
Fab |
Fac |
Fad |
Fae |
Faf |
Fag |
Fah |
Fai |
Faj |
Fak |
Fal |
Fam |
Fan |
Fao |
Fap |
Faq |
Far |
Fas |
Fat |
Fau |
Fav |
Faw |
Fax |
Fay |
Faz
Die Liste der Biografien führt alle Personen auf, die in der deutschsprachigen Wikipedia einen Artikel haben. Dieses ist eine Teilliste mit 36 Einträgen von Personen, deren Namen mit den Buchstaben „Fak“ beginnt.

## Fak
- Fak, Erich (* 1945), österreichischer Fußballspieler
- Fak, Jakov (* 1987), slowenischer Biathlet kroatischer Herkunft

### Faka
- Fakafanua, Tutoatasi (1961–2006), tongaischer Politiker und Adliger
- Fakanas, Yiorgos, griechischer Jazz- und Fusionbassist und -komponist

### Fake
- Fake, Caterina (* 1969), US-amerikanische Unternehmerin
- Fake, Nathan (* 1983), englischer Produzent und Live-Act im Bereich der elektronischen Tanzmusik
- Fakeih, Adel (* 1959), saudi-arabischer Politiker

### Fakh
- Fakharani, Fawzi El (1921–2004), ägyptischer Klassischer Archäologe
- Fakhfakh, Elyes (* 1972), tunesischer Politiker
- Fakhir, Mohamed (* 1953), marokkanischer Fußballspieler und Trainer
- Fakhoury, Keno (* 2003), deutscher Schauspieler und Synchronsprecher
- Fakhravar, Timo (* 1989), deutscher Schauspieler
- Fakhri, Michael (* 1977), kanadischer Rechtswissenschaftler und Menschenrechtsexperte
- Fakhri, Nargis (* 1979), amerikanische Schauspielerin und ModelNargis Fakhri (* 1979)

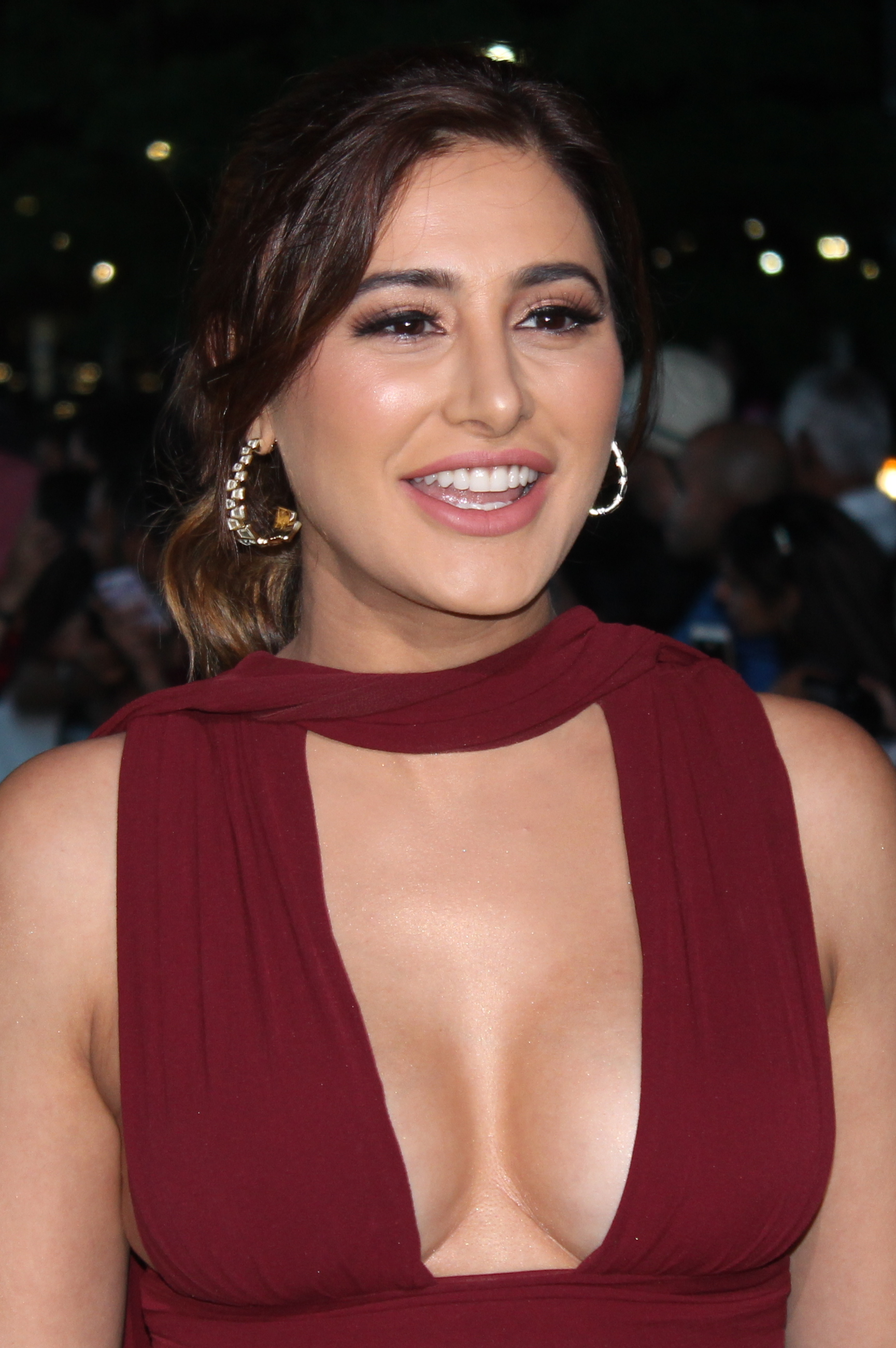
Nargis Fakhri (* 1979)

- Fakhri, Sabah (1933–2021), syrischer Sänger der klassischen arabischen Musik
- Fakhro, Hassan, Bahrains Minister für Industrie und Handel
- Fakhro, Malek (* 1997), libanesisch-deutscher Fußballspieler
- Fakhry, Ahmed (1905–1973), ägyptischer Ägyptologe
- Fakhry, Muhammad Salim (* 1968), indonesischer Politiker

### Faki
- Fakı, Fatmagül (* 1990), türkische Fernsehmoderatorin und Schauspielerin
- Faki, Len, Produzent und DJ im Bereich der elektronischen TanzmusikLen Faki

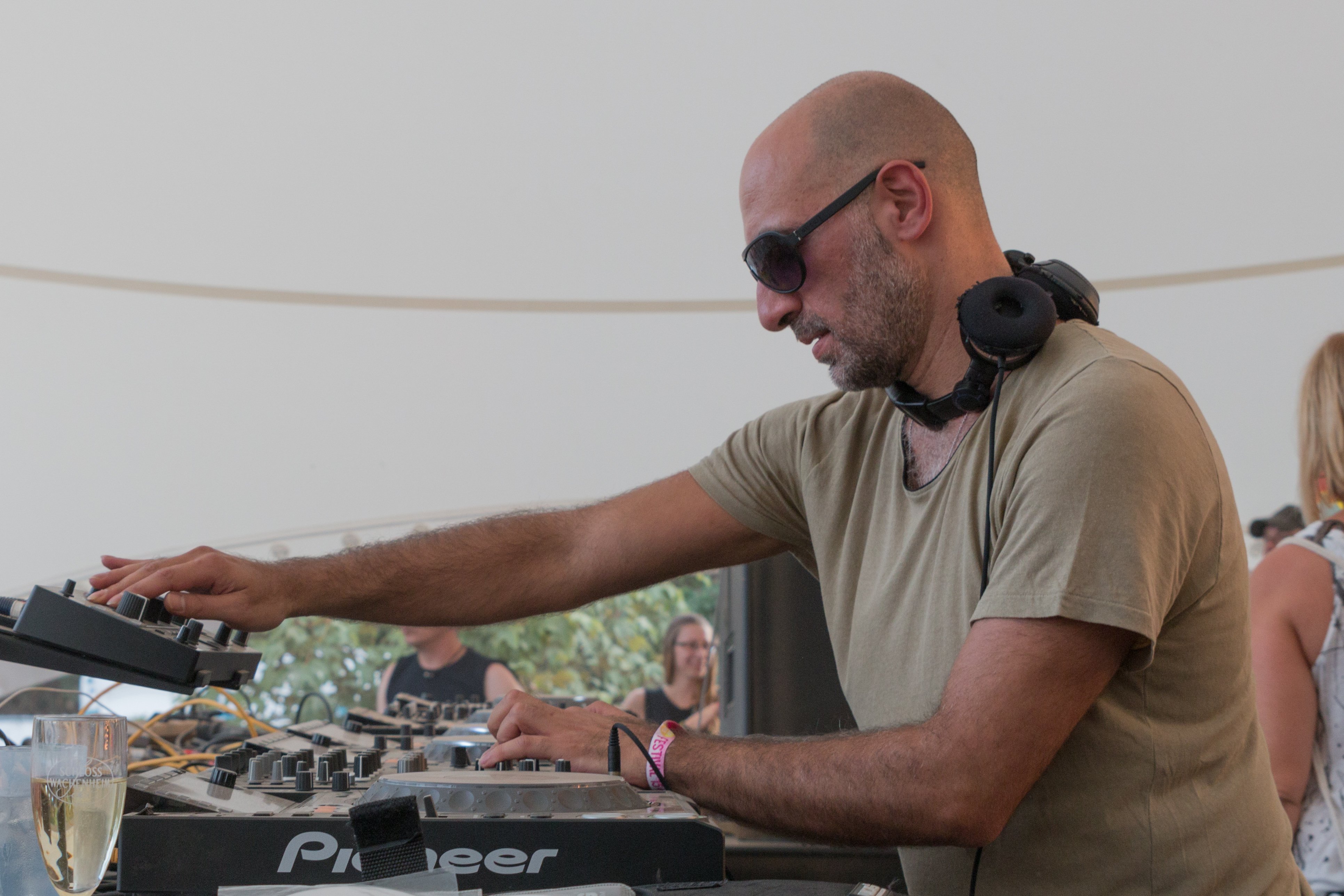
Len Faki

- Faki, Moussa (* 1960), tschadischer Politiker, Premierminister (2003–2005)
- Fakih, Kate (* 2006), US-amerikanische Tennisspielerin
- Fakih, Rima (* 1985), US-amerikanische Schönheitskönigin; Miss USA 2010
- Fakihi, al-, arabischer Historiker und Islamgelehrter
- Fakılı, Ilhan (* 2006), französisch-türkischer Fußballspieler
- Fakinou, Evgenia (* 1945), griechische Autorin
- Fakıoğlu, Metin (* 1961), türkisch-deutscher Hörfunk-Journalist und Lyriker

### Fako
- Fakoly, Tiken Jah (* 1968), ivorischer Musiker
- Fakorede, Nicholas (* 2003), nigerianischer Sprinter

### Faks
- Faksa, Radek (* 1994), tschechischer Eishockeyspieler

### Fakt
- Faktor, Emil (1876–1942), deutscher Theaterkritiker und Redakteur
- Faktor, Jan (* 1951), tschechisch-deutscher Schriftsteller und Übersetzer
- Faktorovitch, Willy (1889–1960), russisch-französischer Kameramann

### Faku
- Faku, Feya (1962–2025), südafrikanischer Jazzmusiker
- Fakudze, Andreas († 2001), Premierminister von Swasiland